# 云南哥纳香
云南哥纳香（学名：Goniothalamus yunnanensis）是番荔枝科哥纳香属的植物，为中国的特有植物。分布在中国大陆的云南等地，生长于海拔350米的地区，多生长于山地林下，目前尚未由人工引种栽培。
其种加词 yunnanensis 意为“云南的”。